# Julius von Gemmingen-Steinegg (1838–1912)
Julius von Gemmingen-Steinegg (* 5. Mai 1838 in Breisach; † 29. Dezember 1912 in Baden-Baden) entstammte der Linie Hagenschieß der Freiherren von Gemmingen und war großherzoglich badischer Leutnant. Bekanntheit erlangte er vor allem als Förderer zahlreicher evangelischer Einrichtungen und als Herausgeber der Schutz- und Trutz-Schriften des Christlichen Kolportage-Vereins. Er gilt als ein bedeutender Sozialreformer der Heiligungsbewegung seiner Zeit.

## Leben
Er war der Sohn des Joseph von Gemmingen-Steinegg (1804–1873) und der Friederike von Struve (1807–1890). Er heiratete 1862 St. Clair von Struve (1842–1863), die am 22. November 1863 bald nach der Geburt der gleichnamigen Tochter St. Clair von Gemmingen-Steinegg (1863–1951) verstarb. 1864 heiratete er Sophie Gräfin zu Castell-Rüdenhausen (1828–1881) und erwarb das Gut Watthalden bei Ettlingen. Dort wurden der Sohn Joseph (1866–1937) und die Tochter Stephanie (1867–1939) geboren. 1872 erwarb er für die Tochter St. Clair das ehemalige Amtsgerichtsgebäude in Gernsbach. Im Folgejahr gab er nach dem Tod des Vaters das Gut Watthalden auf und zog mit der Familie nach Gernsbach. Einige Jahre nach dem Tod der zweiten Frau heiratete er 1888 Pauline von Prittwitz und Gafron (1856–1943), mit der er weitere drei Kinder hatte: Margarethe (1889–1956), Ilse (1891–1917) und Hans Dieter (1895–?). Die Familie lebte längere Zeit in Blonay oberhalb von Montreux, wo Julius’ Schwager mit einer Gutsbesitzerin verheiratet war. 1899 erwarb Julius ein großes Anwesen in der Schweiz, seine Frau führte die Pension Edelweiß in Adelboden, eine vornehme, christlich geprägte Unterkunft, in der Julius die Andachten hielt. Eine weitere Wohnung besaß die Familie in Baden-Baden, wo sich Julius ebenfalls in Bibelkreisen betätigte.
In Gernsbach engagierte sich Julius von Gemmingen-Steinegg für die Förderung des evangelischen Gemeindelebens, da die evangelischen Gemeinden zahlenmäßig in der Minderheit waren, nachdem die Linie Steinegg der Freiherren von Gemmingen als Grundherren bis 1823 katholisch gewesen waren. Er initiierte Bibelkreise in seinem Haus, zählte 1880 zu den Initiatoren des heutigen Evangelischen Mädchenheims in Gernsbach und gehörte zahlreichen weiteren christlichen Vereinen an. Außerdem gründete er im Gemmingenschen Haus den Kolportage-Verein und eine Verlagsdruckerei, in der er ab 1904 die Schutz- und Trutz-Schriften des Vereins herausgab.
Julius von Gemmingen-Steinegg war darüber hinaus sehr mit der Ruine Steinegg verbunden, die sich einst im Besitz seines gleichnamigen Großvaters Julius von Gemmingen-Steinegg (1774–1842) befunden hatte, dann von dessen Söhnen verkauft, später aber von einem Onkel Julius’ wieder erworben wurde. Julius’ Tochter St. Clair konnte die Ruine schließlich übernehmen und mit der Rekonstruktion und Umwandlung in ein evangelisches Jugendfreizeitheim beginnen.